# Сборная Украины по футболу (до 17 лет)
Юношеская сборная Украины по футболу до 17 лет созывается для проведения международных матчей на уровне игроков не старше 17 лет. Шесть раз принимала участие в финальной части чемпионата Европы, однако во всех случаях результат заканчивался на стадии группового этапа. Главным тренером является Александр Сытник.

## Состав
| Имя                | Дата рождения            | Клуб                     | Игр (голов) |
| Вратари            | Вратари                  | Вратари                  | Вратари     |
| ------------------ | ------------------------ | ------------------------ | ----------- |
| Кирилл Хадасевич   | 26 июля 2008 (16 лет)    | Вольфсбург               |             |
| Фёдор Ткаченко     | 14 августа 2008 (16 лет) | Реал Бетис               |             |
| Егор Крапивин      | 26 апреля 2008 (17 лет)  | Эспаньол                 |             |
| Защитники          |                          |                          |             |
| Егор Костюк        | 1 июня 2008 (17 лет)     | Шахтёр (Донецк)          |             |
| Ярослав Милокост   | 8 февраля 2008 (17 лет)  | Шахтёр (Донецк)          |             |
| Никита Калюжный    | 7 февраля 2008 (17 лет)  | Шахтёр (Донецк)          |             |
| Егор Онищук        | 4 июня 2009 (16 лет)     | Шахтёр (Донецк)          |             |
| Арсен Залипка      | 9 мая 2008 (17 лет)      | Рух                      |             |
| Никита Мельник     | 8 января 2008 (17 лет)   | Имолезе                  |             |
| Александр Ткаченко | 28 февраля 2008 (17 лет) | Вердер                   |             |
| Полузащитники      |                          |                          |             |
| Павел Люсин        | 23 февраля 2008 (17 лет) | Динамо (Киев)            |             |
| Артём Зубрий       | 7 апреля 2008 (17 лет)   | Шахтёр (Донецк)          |             |
| Александр Середа   | 15 января 2008 (17 лет)  | Шахтёр (Донецк)          |             |
| Мухаммад Джурабаев | 4 февраля 2008 (17 лет)  | Рух                      |             |
| Артём Мурадян      | 20 февраля 2008 (17 лет) | Боруссия (Мёнхенгладбах) |             |
| Николай Петровский | 31 марта 2008 (17 лет)   | Штутгарт                 |             |
| Илья Кутья         | 7 марта 2008 (17 лет)    | Хайдук                   |             |
| Андрей Гамзик      | 20 мая 2009 (16 лет)     | Байер 04                 |             |
| Арсений Шишкевич   | 8 февраля 2008 (17 лет)  | Риу Аве                  |             |
| Нападающие         |                          |                          |             |
| Дмитрий Зудин      | 9 июля 2008 (16 лет)     | Хайдук                   |             |
| Максим Кучерявый   | 17 января 2008 (17 лет)  | Динамо (Киев)            |             |